# Иджеван
Иджева́н (арм. Իջևան) — город (до 1951 — посёлок) в Армении, административный центр Тавушской области. Расположен у подножья Иджеванского хребта на обоих берегах реки Агстев.

## География и климат
С востока к городу подступают отроги Миапорских гор, а с запада — хребта Гугарац. Это горы с мягкими очертаниями, сплошь покрытые лесами. Часть города расположена на склонах этих гор, другая — в достаточно ровной долине реки Агстев. По этой долине проходил один из древних торговых путей Армении и Закавказья. Иджеван находится в том месте, где горная река Агстев выходит из ущелья и становится спокойной. В конце весны и в начале лета Агстев выходит из берегов, часто меняя русло, иногда причиняя значительные разрушения. Во время ливневых дождей Агстев за несколько минут превращается в бурный и опасный поток. Так было, например, в 1931, 1933, 1940 годах. Поток вырывал с корнями вековые деревья, катил огромные осколки скальной породы диаметром до 4—5 м. Был даже случай, когда незначительная речка, разбушевавшись, разбила и снесла железный мост.
В окрестностях города имеется достаточно большое количество полезных ископаемых. Здесь есть месторождения мрамора, известняка, доломитов, глины, агата.

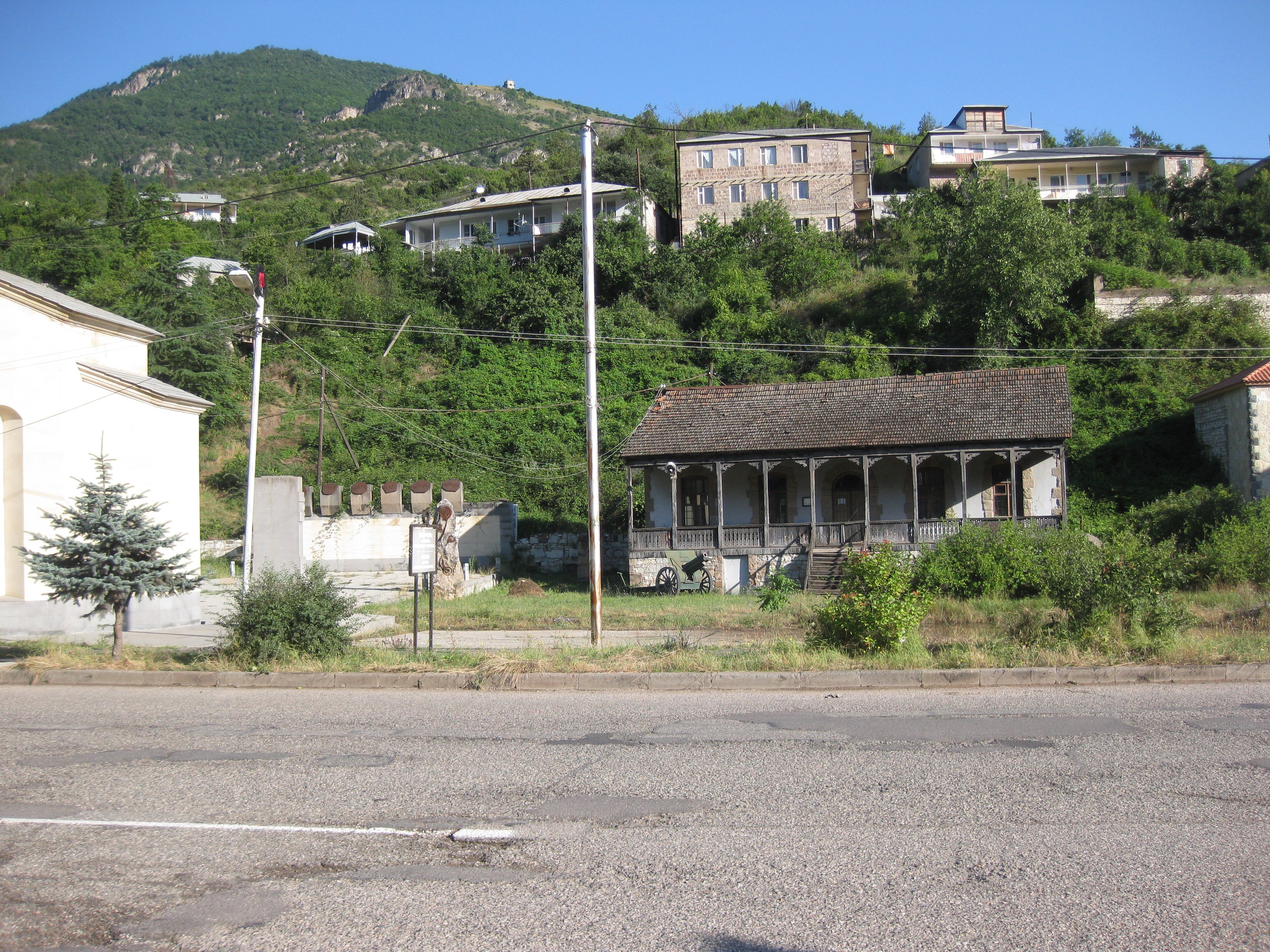
Здание Историко-культурного музея в городе Иджеване

Иджеван называли северо-восточными воротами республики. Через него проходила автомобильная магистраль из Еревана на Тбилиси и Баку (Ереван—Казах), в советское время являвшаяся важнейшей артерией, связывавшей Армению с другими республиками. Но на сегодняшний момент времени дорога связывает только с Грузией.

### Климат

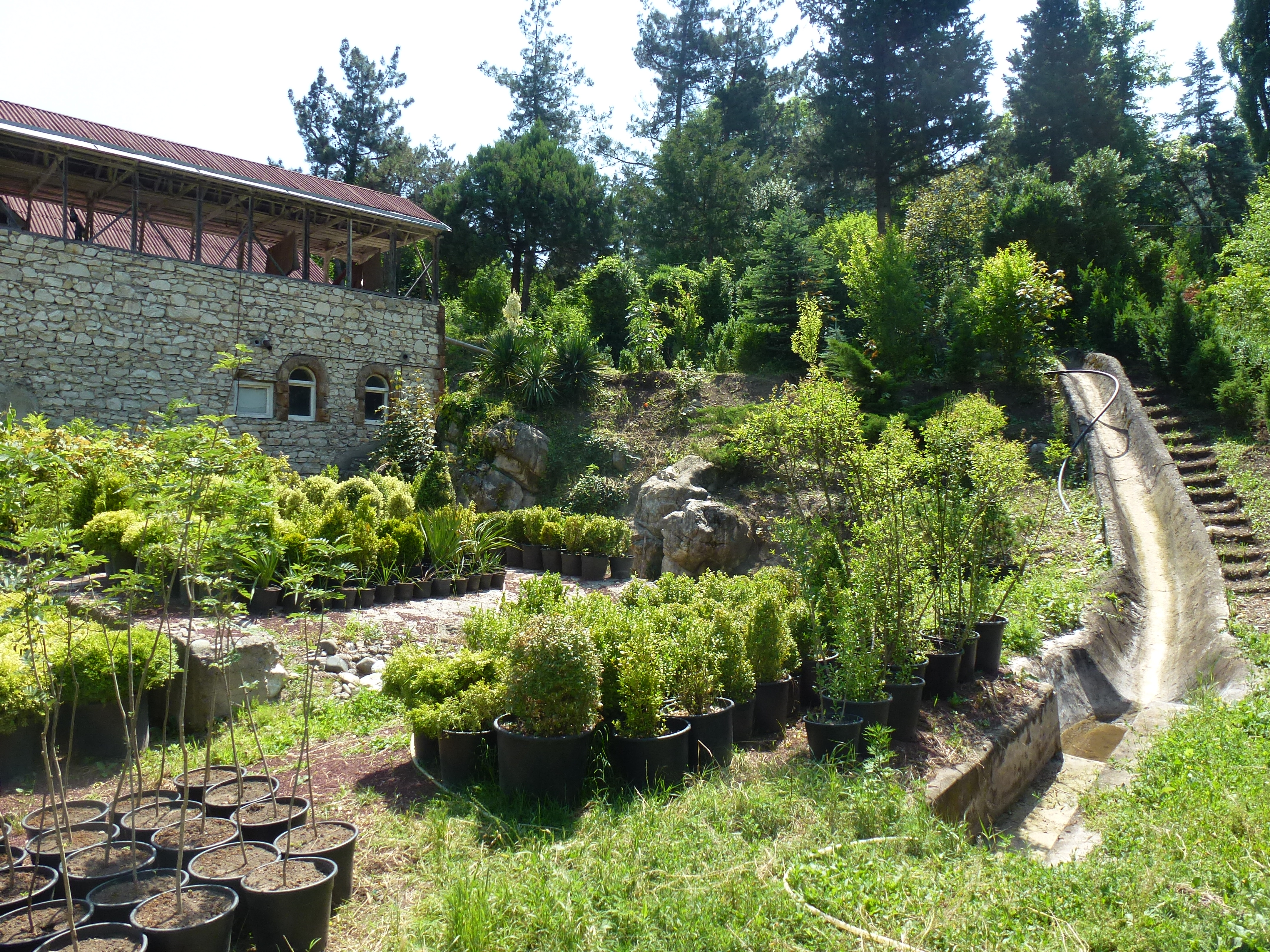
Дендрарий парк

Климат здесь субтропический ,теплее и мягче, чем в Дилижане. Среднегодовая температура около 13,5 °C. Морозы ниже -10 случаются редко, средняя температура января плюс 3 °C. Снег выпадает каждый год, но устойчивый покров образуется раз в несколько лет. Лето теплое: средняя температура августа около 25 °C, осадков выпадает до 600 мм в год.

## История
Расположен в области Дзоропор провинции Гугарк исторической Армении. В средневековье здесь находилась крепость Кайан (арм. Կայեան), что переводится с армянского как стоянка. Основан как село Каравансарай (тюрк. Karvansaray — стоянка, остановка) в XVIII веке, был переименован в Иджеван в 1961 году. Оба названия, и тюркское и армянское, означают «постоялый двор». Через окрестности современного Иджевана проходила крупная дорога торговых караванов, на которой был постоялый двор — ночевье, по-армянски «иджеван». Исследования показали, что этот древний иджеван находился в 10 км к югу от современного города, на левом берегу реки Агстев, где и по сей день сохранились останки древней бани.
В 14 веке в Иджеване начали формироваться эмигрантские движения. Самым известным является село Чайкенд (Геташен), население которого сформировалось из выходцев с Иджевана и Дилижана.
Около 1604—1605 годах во время «Великого изгнания» население Каравансарая было частично вырезано, частично угнано во время персидско-турецкой войны. В конце XVIII века жители окрестностей основывают новое поселение на месте современного города, население которого начинает постепенно пополняться за счет переселенцев из Нагорного Карабаха и нескольких сёл Эриванского ханства.
29 ноября 1920 году Каравансарай был занят армянскими большевиками при помощи сил Советского Азербайджана и 11-й Красной Армии. Официально было провозглашено, что в Каравансарае произошло восстание трудящихся против дашнакского правительства, в результате которого создан революционный комитет, обратившийся за помощью к братской Советской России. В доме, где помещался революционный комитет, в советские времена был устроен историко-революционный музей. Там в отдельном ящике хранился телеграфный аппарат, по которому была передана телеграмма председателя ревкома Армении С. Касьяна Ленину об установлении в Армении Советской власти. У Кривого моста через Агстев, по которому в город вступила 11-я Красная армия, затем была построена гидроэлектростанция.

В 1950-е годы Каравансарай был переименован в Иджеван. В 1956 году Иджеван становится посёлком городского типа, в 1961 — городом, а в 1970 — городом республиканского подчинения. В 1964 году в Иджеван был проведён газопровод.

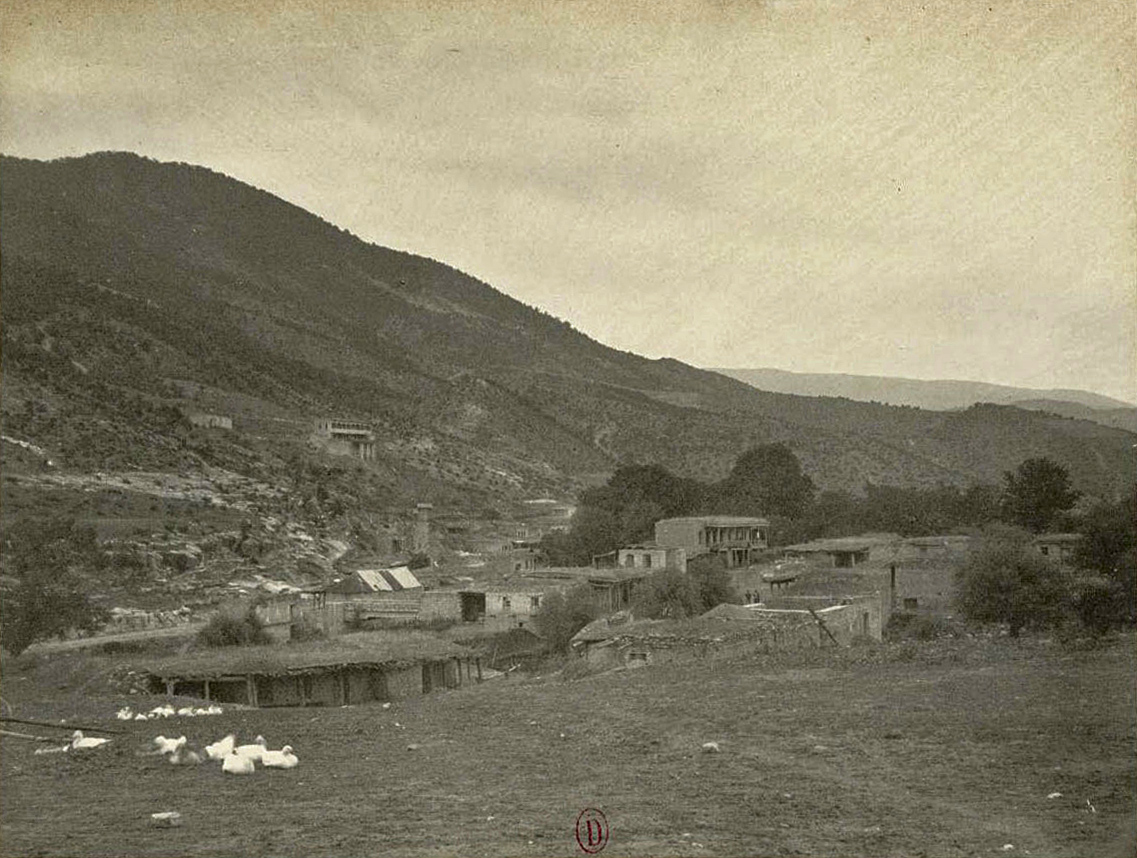
Фото 1891 года
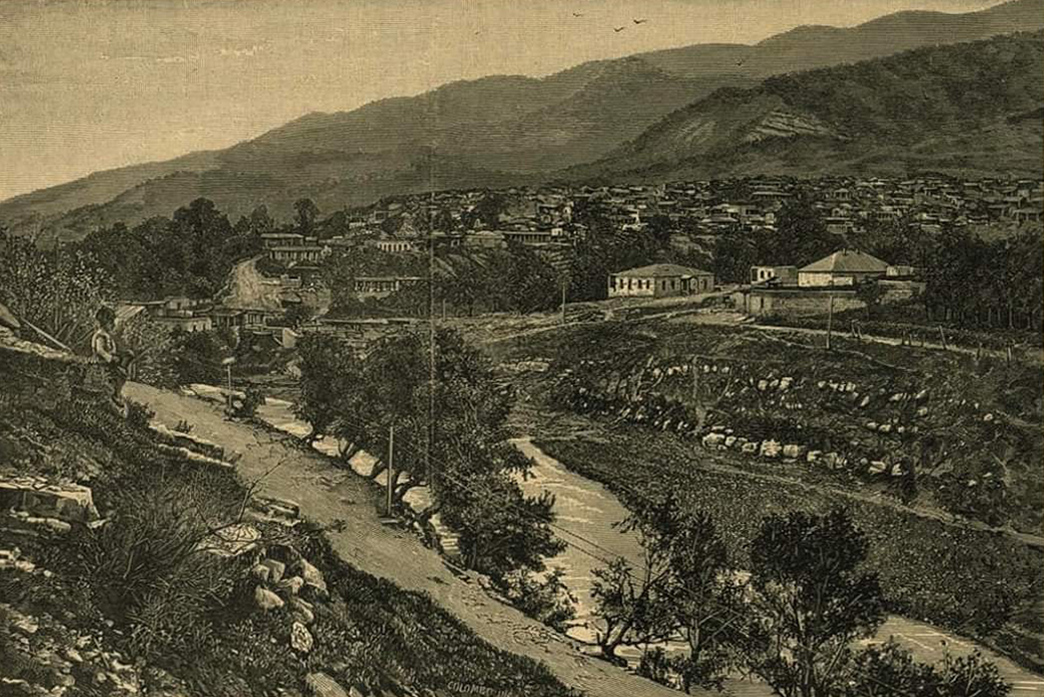
Фото 1893 года

## Население
Город имел армянское население.
В 1831 году проживало 440 жителей, в 1873—1016, в 1897—1790, в 1926—2261, в 1939 — 4426, в 1959 — 7639, в 1976 — 15006, в 1989 — 18700, в 2001 — 20223 жителей.
По материалам сельско-хозяйственной переписи населения 1922 года по Армении, в городе число армян составляло 2171 человек и русских — 1. Всего — 2172 человека.

## Промышленность

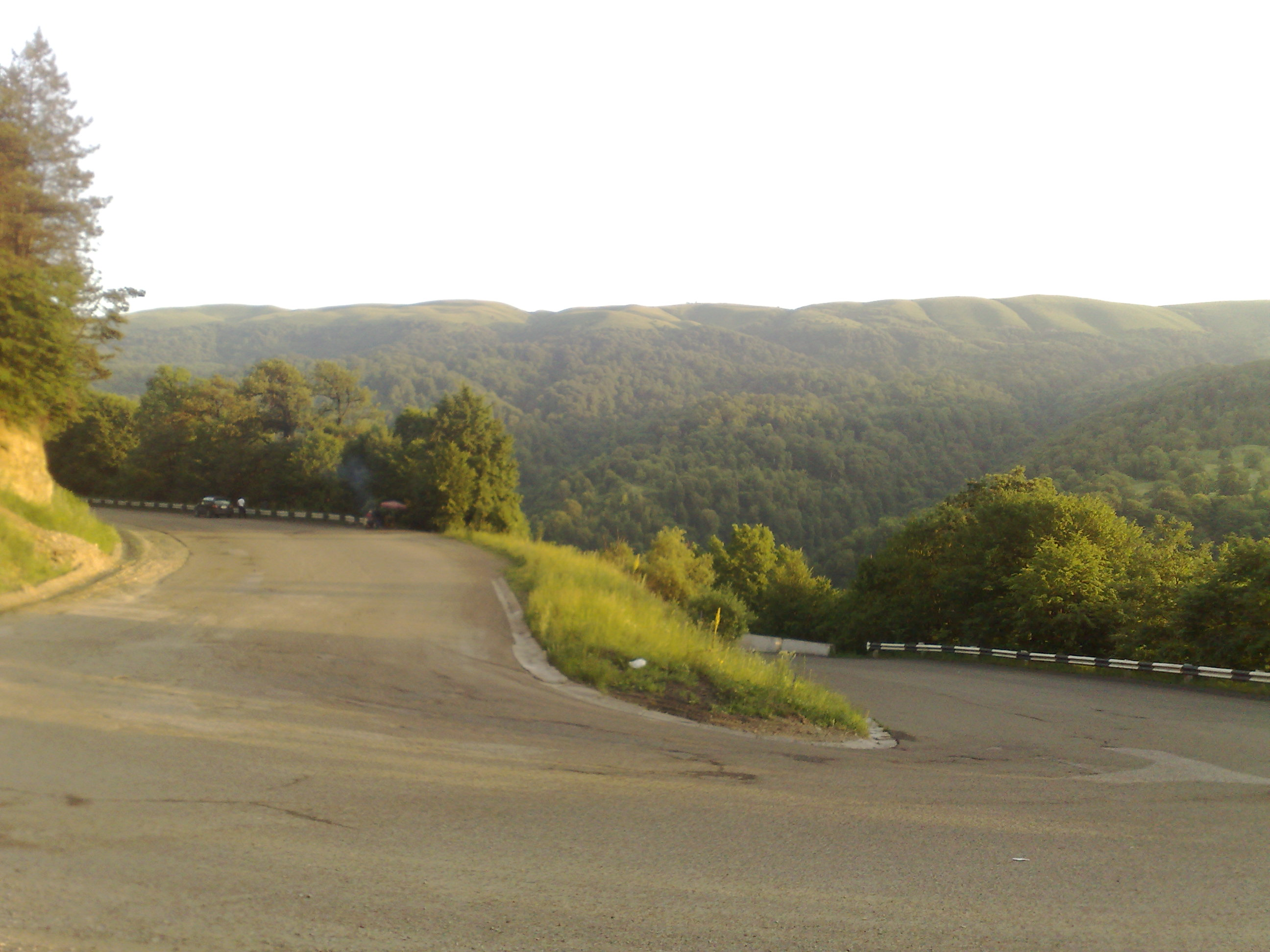
Тавушский район. Трасса М-4, связывающая Ереван с Дилижаном и Иджеваном

Пищевая промышленность в своё время была представлена в городе сыродельным заводом, который выпускал сыр, масло, мороженое, кисломолочные продукты. В Иджеванском районе было развито плодоводство и отчасти виноградарство. Кроме того, леса были богаты дикорастущими плодовыми: грушей, яблоней, черешней, кизилом, алычой, мушмулой. Все это послужило хорошей основой для создания в Иджеване консервного завода. Но на сегодняшний день данные заводы разрушены и находятся в нерабочем состоянии.
В городе работали механический завод, ковроткацкий и бентонитовый комбинаты, которые на сегодняшний день также находятся в нерабочем состоянии. Иджеванский ковроткацкий завод был крупнейшим в Закавказье и третьим по величине в Советском Союзе. Единственные предприятия, всё ещё продолжающие свою деятельность — это деревообрабатывающий завод и Иджеванский винно-коньячный завод.
Поблизости от Иджевана и Дилижана функционируют более 20 источников минеральной воды и каждый год здесь выпускают 15-20 миллионов бутылок минеральной воды.

## Транспорт
Через город проходит автодорога Ереван — Тбилиси. Расстояние до Еревана по автомагистрали — 142 км. Вместо участка, проходящего по территории Азербайджана, для связи с Грузией построен новый участок автодороги Иджеван — Баграташен.
Железнодорожная ветка Ереван — Казах на участке Раздан — Казах действует лишь до станции Иджеван.

## Культура

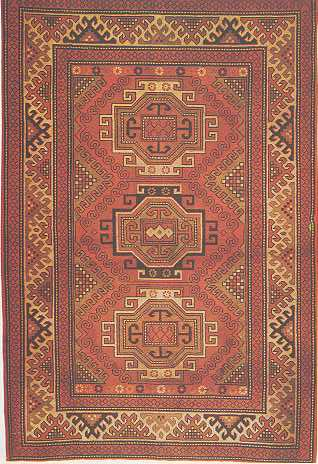
Иджеванский ковёр

Северо-восток республики, в частности Иджеванский район, издавна славился своими мастерами-ковроделами: вытканные ими ковры «карпеты», «хурджины» выделяются сочными красками и тонкостью рисунка. В Государственном историческом музее Армении экспонированы прекрасные образцы старинных иджеванских ковров.
В городе действует историко-этнографический музей.

## Спорт

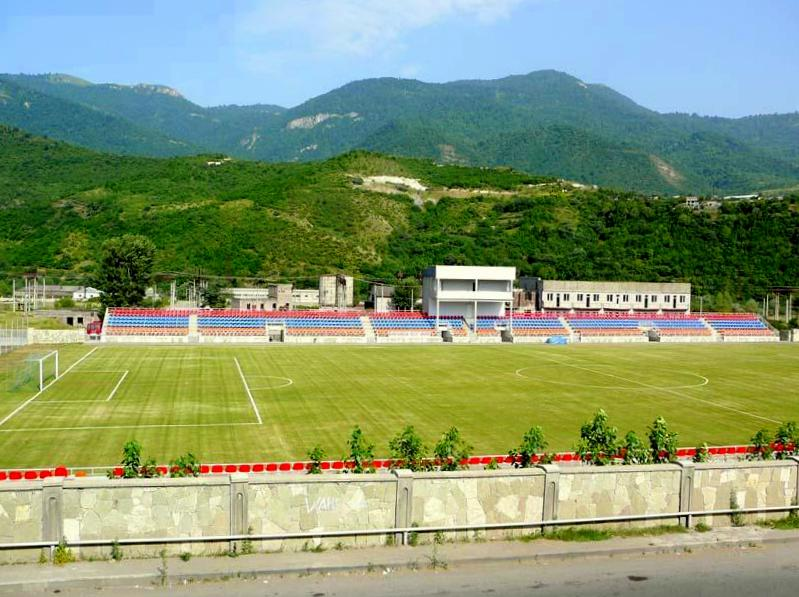
Стадион «Арнар»

В советские времена город представляла команда «Бентонит», по названию комбината, которой принадлежала команда. Проведя один сезон в 1990 году команда расформировалась. В начале 2007 года команда была возрождена, теперь уже бывшим футболистом, а ныне бизнесменом Давидом Давтяном, который ставил крупномасштабные планы. Но проведя два матча в кубке и несколько товарищеских игр команда расформировалась по причине быстрого окончания финансирования.
В городе имеется стадион «Арнар» построенный в 2007 году. Используется в настоящее время главным образом для футбольных матчей. В 2008 году на стадионе «Арнар» прошёл финальный матч кубка Армении по футболу между «Араратом» и «Бананцем». Рядом со стадионом расположено мини-поле для тренировочных занятий.

## Достопримечательности
- Часовня Сурб Ованес, 2008 г.[17]

## Знаменитые уроженцы
- Никол Пашинян — Премьер-министр Армении

## Города-побратимы
- Валанс, Франция[18]
- Никея, Греция